# إتش بيسك
إتش بيسك (بالإنجليزية: HBasic)‏ هي بيئة تطوير متكاملة تستخدم لإنشاء وتنفيذ وتصحيح البرامج باستخدام لغة برمجة بيسك . وهي تعد نظيراً للفيجوال بيسك في نظام مايكروسوفت ويندوز . وهي لغة برمجة بها صفات كائنية التوجه إما بالاقتران مع عناصر سي++ المترجمة مسبقاً (أي المكتبات المشتركة) أو أبعاد التصنيفات (شفرة المصدر لHBasic) .
إتش بيسك تطبيق بيسك تام النمو ، ويتم طرحه بموجب رخصة جنو العمومية .